# Елек Феньєш
Елек Феньєш (угор. Fényes Elek; *7 липня 1807, Чокая, Трансильванія — †23 липня 1876, Будапешт) — угорський письменник, статистик і географ.

## Біографія
Народився в селі Чокая в Трансильванії, в той час, то була частина Угорського королівства, (нині жудець Біхор, Румунія).
Вивчав філософію і право. З 1830 брав участь в роботі парламенту в місті Пожонь. З 1835 почав працювати в Будапешті, де займався, головним чином, статистикою, географією, економікою, більш того, був послідовником ідей Лайоша Кошута.
У 1837 став членом Угорської академії наук.
У 1848 був директором статистичного департаменту угорського Міністерства внутрішніх справ. У тому ж році заснував перший угорський статистичної інститут.
Помер в Будапешті.

## Наукова та творча діяльність
Перша велика праця Феньєша: «Magyarorszagnak sa hozzákapcsolt tartományoknak mostani állapotja statistikaj s geographiai tekinteben» (Сучасний стан Угорщини та з'єднаних з нею країн у статистичному і географічному відновленні) вийшов в Будапешті в 1836-1840.
Великий успіх мала його «Magyarország statistikaja» (Будапешт, 1842-1843), що вийшла майже одночасно і німецькою мовою («Statistik Ungarns», Будапешт, 1843-1844), а також перший угорський «Загальний річний і шкільний атлас» (Будапешт, 1845). Його «Magyarorszag leirasa» (Опис Угорщини, Будапешт, 1847) представляє витяг з попередніх великих праць, виданий також німецькою мовою («Ungarn im Vormärz», Лейпциг, 1851).

## Вибрані публікації
- Magyarországnak s a hozzá kapcsolt tartományoknak mostani állapotja statistikai és geographiai tekintetben (1836—1840)
- Statistik des Königreichs Ungarn (1843—1844)
- Magyarország leirása (1847)
- Az ausztriai birodalom statistikája és földrajzi leirása (1857)
- A magyar birodalom nemzetiségei és ezek száma vármegyék és járások szerint (1867)